# 格洛斯特 (英國國會選區)
格洛斯特（英語：Gloucester），英國國會一自治市選區，位於英格蘭西南部格洛斯特郡中部，包括格洛斯特十五個地方選區的十四個。
創設於1295年，1885年前應選兩席。1910年以來是保守黨和工黨之爭。2010年大選中自2001年以來任當區議員、工黨的帕拉米特·丹達被保守黨的理查·格拉漢姆39.9%選票擊敗。